# Zamek w Ostrogu
Zamek w Ostrogu – zamek starostów ostrogskich.

## Historia
Pierwszy gród wzmiankowany w 1100 r., od drugiej połowy XII w. w Księstwie Wołyńskim. W XIV w. był przedmiotem walk pomiędzy wojskami polskimi a litewskimi. W 1386 r. przyłączony do korony, następnie Województwo wołyńskie. Wojewoda kijowski Konstanty Wasyl Ostrogski przebudował w stylu renesansowym zamek i bramy miejskie. Od XVII w. siedziba ordynacji, która w chwili powstania była największym tego typu majątkiem w Rzeczypospolitej. W jej skład wchodziły 24 miasta i 592 wsie. Do dziś zachowały się ruiny zamku książąt Ostrogskich, w tym monumentalna baszta z renesansową attyką.

## Właściciele
Własność m.in. Ostrogskich, Zasławskich, Wiśniowieckich, Sanguszków, Jabłonowskich.

## Galeria

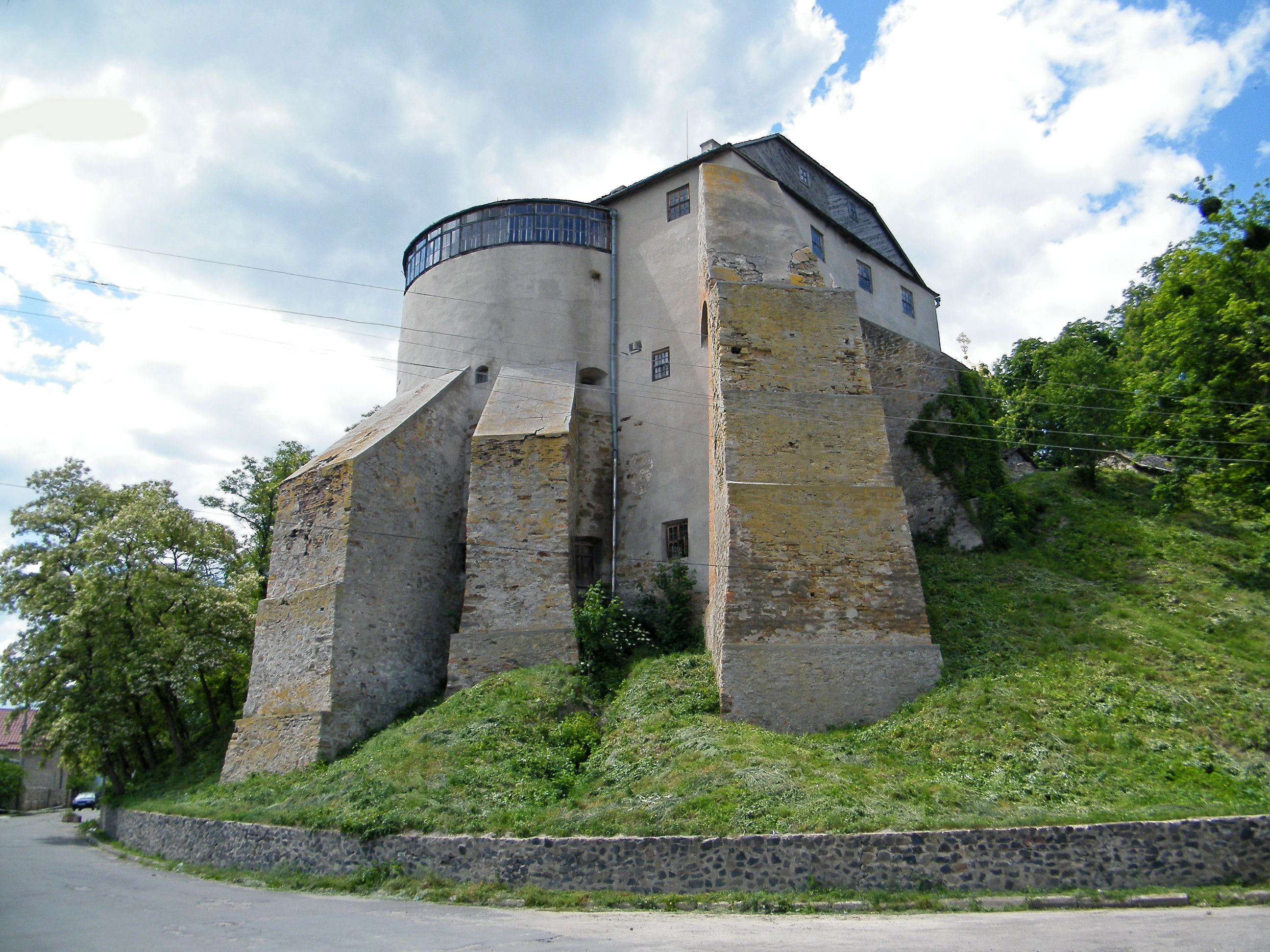
Zamek w Ostrogu
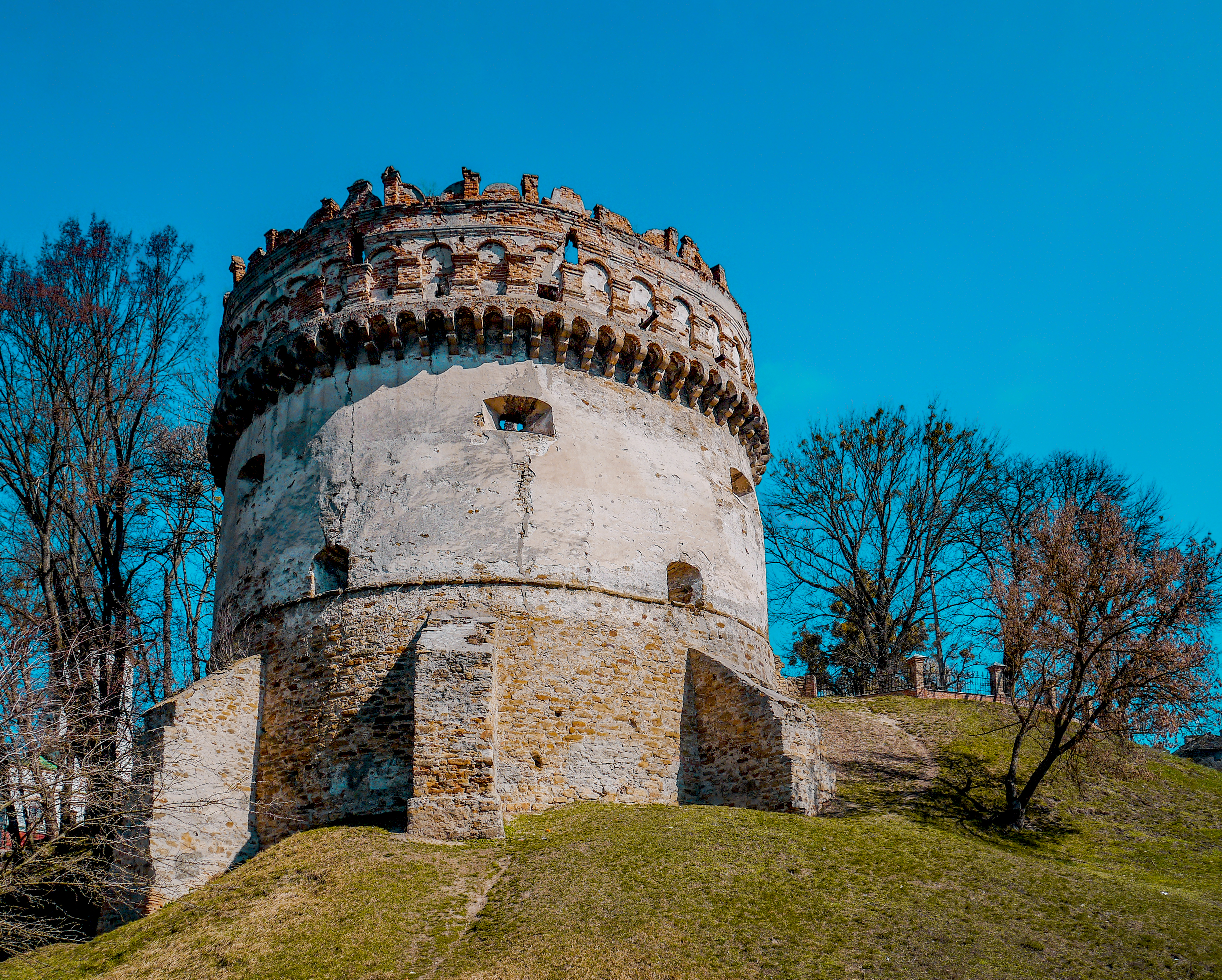
Zamek w Ostrogu
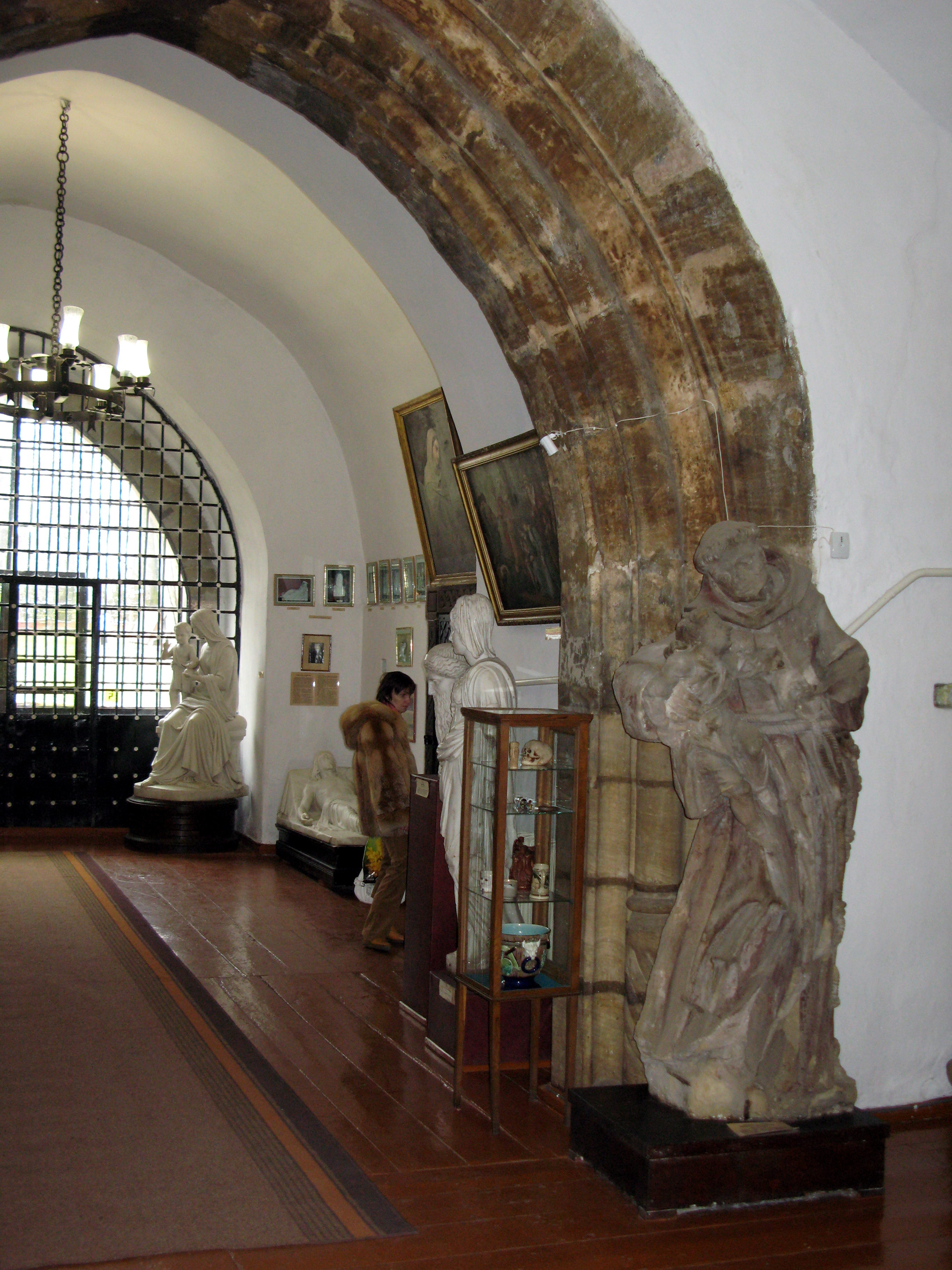
Muzeum zamkowe